# XChat.cz
XChat.cz je internetový server, který provozuje společnost 42ideas s.r.o. Tento internetový server je přístupný každému a má několik tisíc uživatelů. 

## Historie
Projekt XChat začala vyvíjet skupinka studentů Technické univerzity v Liberci v letech 1996/1997. Jako první vznikl webový chat, ke kterému se postupně přidávaly další služby na vlastních doménách (Xmail – freemail, Xforum – diskuzní fóra, Xpress – webmag a další). Ty nebyly součástí převzetí služby Netcentrem a zůstaly na původním projektu (tam chat dál pokračoval na doméne Xtalk). 

## Uživatelé
Uživatel si po registraci může vyplnit osobní profil a kromě profilové fotografie může nahrávat fotografie do přidružené služby Fotoalba.cz. Profilové fotografie poté svádí souboj o nejpřitažlivějšího kluka či holku ve hře TOP Duel. Kromě toho je zde i žebříček TOP chatařů, tedy uživatelů, kteří strávili nejvíce hodin chatováním. Uživatelé mohou potvrdit svou identitu provedením certifikace (osobním setkáním s tzv. certifikátorem, úředně ověřeným formulářem nebo propojením s mojeID). Je zde také placená služba modrá hvězdička, která za 130 Kč ročně přináší určité výhody (více řádků v chatovací místnosti, možnost být až v 5 místnostech najednou, sledování uživatelů pomocí SMS, vyšší limity vzkazů a fotografií a další). 

## Chatovací místnosti
Chatovací místnosti jsou rozdělené na stálé a nestálé (dočasné, uživatelsky založené). Dále se dělí do kategorií (Města a kraje, Pokec a klábosení, Volný čas a sport, Hudební styly a kapely, Film, knihy a počítače, Seznámení a flirt, Lechtivá erotika, Sex a neřesti od 18 let). 